# Andrea Parisini
Andrea Carlo Parisini (Vigevano, 18 novembre 1994) è un pallamanista italiano, pivot del Limoges e della Nazionale di pallamano maschile dell'Italia, della quale è capitano.

## Carriera

### Club

#### Cologne e Terraquilia Carpi
Dopo aver cominciato a giocare a pallamano nella squadra della sua città, all'età di 18 anni si trasferisce al Cologne, club lombardo militante in Serie A. In due anni nel club bresciano si ben comporta e all'esordio nella massima serie chiude con un bottino di quasi 130 reti in due anni.
Gioca anche con le squadre giovanili, dove vince il titolo U20 nel 2014 alla quale si aggiunge il riconoscimento come miglior pivot di categoria
Il 17 giugno 2015 viene ufficializzato il suo passaggio alla Terraquilia Carpi con un contratto annuale.
Con la squadra emiliana raggiunge le semifinali scudetto e la semifinale di Coppa Italia.

#### L'approdo in Francia: Angers-Noyant e Strasburgo
Terminato il contratto con Carpi, Parisini passa all'Angers-Noyant, squadra militante nella terza lega francese e appena retrocessa dalla ProLigue. Nel biennio trascorso ad Angers, Parisini regge bene l'urto con la nuova realtà, ma la squadra non va oltre un quarto e un terzo posto, non sufficienti per la promozione in seconda divisione.
Con le due ottime stagioni giocate in Nationale 1, Parisini si guadagna il salto di categoria, venendo ingaggiato dal Strasbourg Eurometropole, squadra nella quale trova il compagno di nazionale Michele Skatar.
Al termine della stagione mette a segno 129 reti con il 79,14% di realizzazione, venendo eletto miglior giocatore della ProLigue per il mese di febbraio.

#### Istres
Il 15 maggio 2019 con un comunicato ufficiale, la squadra francese dell'Istres, militante in LIDL Starligue (prima lega), ufficializza l'acquisto di Parisini con un contratto fino al 2021. Parisini diventa così il quarto italiano a giocare nella massima divisione di uno dei top campionati d'Europa dopo Michele Skatar (in Germania prima, sempre in Francia poi, con il HBC Nantes e il Cesson-Rennes), Pasquale Maione (Spagna, Cuenca) e Gianluca Dapiran (Spagna, BM Benidorm e Logroño). Al termine del primo anno conclusosi anticipatamente per la pandemia di COVID-19, Parisini mette a segno 70 reti in 21 partite tra campionato e coppa nazionale.
Il 4 gennaio 2021 rinnova il suo contratto con il club provenzano per altre tre stagioni.
Al termine della stagione 2021-2022 l'Istres ottiene la salvezza con una giornata d'anticipo e alla fine del campionato, Parisini raggiunge i 111 gol risultando il top scorer del club e ottenendo il 24º posto nella speciale classifica.
Per la stagione 2022-2023, l'ultima in maglia Istres, viene nominato capitano della squadra in seguito al ritiro dall'attività di Guillaume Crepain. Il campionato si chiude con il penultimo posto e la retrocessione in ProLigue. Parisini lascia la Provenza dopo quattro stagioni, 107 presenze e 364 reti in tutte le competizioni.

#### Pays d'Aix e Limoges
Il 15 giugno firma un biennale col Pays d'Aix, squadra classificatasi all'undicesimo posto nella StarLigue e con tradizione europea. 
L'11 marzo 2025, viene reso noto dal Limoges la firma di Parisini fino al 2027.

### Nazionale
Da ottobre 2019, in seguito al ritiro di Maione, è diventato capitano della Nazionale maggiore.
Il 4 dicembre 2024 viene inserito nella long list dei convocati per il ritiro pre Mondiale 2025.

## Palmarès

### Competizioni giovanili
- Campionato italiano di pallamano maschile U21: 1

2013-14

## Statistiche

### Presenze e reti nei club
Statistiche aggiornate al 7 giugno 2025.
| Stagione             | Squadra              | Campionato           | Campionato | Campionato | Coppe nazionali | Coppe nazionali | Coppe nazionali | Coppe continentali | Coppe continentali | Coppe continentali | Altre coppe | Altre coppe | Altre coppe | Totale | Totale |
| Stagione             | Squadra              | Comp                 | Pres       | Reti       | Comp            | Pres            | Reti            | Comp               | Pres               | Reti               | Comp        | Pres        | Reti        | Pres   | Reti   |
| -------------------- | -------------------- | -------------------- | ---------- | ---------- | --------------- | --------------- | --------------- | ------------------ | ------------------ | ------------------ | ----------- | ----------- | ----------- | ------ | ------ |
| 2013-2014            | Cologne              | A                    | 16         | 57         | -               | -               | -               | -                  | -                  | -                  | -           | -           | -           | 16     | 57     |
| 2014-2015            | Cologne              | A                    | 20         | 72         | -               | -               | -               | -                  | -                  | -                  | -           | -           | -           | 20     | 72     |
| Totale Cologne       | Totale Cologne       | Totale Cologne       | 36         | 129        |                 | 0               | 0               |                    | 0                  | 0                  |             | 0           | 0           | 36     | 129    |
| 2015-2016            | Carpi                | A                    | 26         | 86         | CI              | 0               | 0               | -                  | -                  | -                  | -           | -           | -           | 26     | 86     |
| 2016-2017            | Angers-Noyant        | N1                   | 14         | 48         | -               | -               | -               | -                  | -                  | -                  | -           | -           | -           | 14     | 48     |
| 2017-2018            | Angers-Noyant        | N1                   | 16         | 63         | -               | -               | -               | -                  | -                  | -                  | -           | -           | -           | 16     | 63     |
| Totale Angers-Noyant | Totale Angers-Noyant | Totale Angers-Noyant | 30         | 111        |                 | 0               | 0               |                    | 0                  | 0                  |             | 0           | 0           | 30     | 111    |
| 2018-2019            | Strasburgo           | D2                   | 26         | 129        | CdF+CdL         | 0+1             | 0+5             | -                  | -                  | -                  | -           | -           | -           | 27     | 134    |
| 2019-2020            | Istres               | D1                   | 18         | 58         | CdF+CdL         | 1+3             | 4+12            | -                  | -                  | -                  | -           | -           | -           | 22     | 74     |
| 2020-2021            | Istres               | D1                   | 22         | 60         | -               | -               | -               | -                  | -                  | -                  | -           | -           | -           | 22     | 60     |
| 2021-2022            | Istres               | D1                   | 30         | 111        | CdF+CdL         | 1+2             | 3+7             | -                  | -                  | -                  | -           | -           | -           | 33     | 120    |
| 2022-2023            | Istres               | D1                   | 28         | 106        | CdF+CdL         | 2+0             | 3+0             | -                  | -                  | -                  | -           | -           | -           | 30     | 109    |
| Totale Istres        | Totale Istres        | Totale Istres        | 98         | 335        |                 | 9               | 29              |                    | 0                  | 0                  |             | 0           | 0           | 107    | 364    |
| 2023-2024            | Pays d'Aix           | D1                   | 27         | 34         | CdF             | 1               | 2               | -                  | -                  | -                  | -           | -           | -           | 28     | 36     |
| 2024-2025            | Pays d'Aix           | D1                   | 23         | 66         | CdF             | 2               | 2               | -                  | -                  | -                  | -           | -           | -           | 24     | 68     |
| Totale Pays d'Aix    | Totale Pays d'Aix    | Totale Pays d'Aix    | 50         | 100        |                 | 3               | 4               |                    | 0                  | 0                  |             | 0           | 0           | 53     | 104    |
| Totale carriera      | Totale carriera      | Totale carriera      | 266        | 890        |                 | 12              | 38              |                    | 0                  | 0                  |             | 0           | 0           | 277    | 928    |

### Cronologia, presenze e reti in nazionale
Aggiornato al 11 maggio 2025
| Data       | Città             | In casa     | Risultato | Ospiti      | Competizione                 | Reti |
| ---------- | ----------------- | ----------- | --------- | ----------- | ---------------------------- | ---- |
| 29-04-2015 | Prishtina         | Kosovo      | 22-29     | Italia      | Qual. Euro18                 | 1    |
| 03-05-2015 | Follonica         | Italia      | 35-26     | Kosovo      | Qual. Euro18                 |      |
| 10-06-2015 | Conversano        | Italia      | 22-28     | Romania     | Qual. Euro18                 |      |
| 14-06-2015 | Reșița            | Romania     | 44-25     | Italia      | Qual. Euro18                 |      |
| 04-11-2015 | Lavis             | Italia      | 27-19     | Finlandia   | Qual. Mondiali 2015          |      |
| 08-11-2015 | Călărași          | Romania     | 35-22     | Italia      | Qual. Mondiali 2017          | 1    |
| 06-01-2016 | Trieste           | Italia      | 27-40     | Austria     | Qual. Mondiali 2017          | 1    |
| 09-01-2016 | Maria Enzersdorf  | Austria     | 30-19     | Italia      | Qual. Mondiali 2017          |      |
| 13-01-2016 | Vantaa            | Finlandia   | 26-25     | Italia      | Qual. Mondiali 2017          |      |
| 16-01-2016 | Conversano        | Italia      | 28-30     | Romania     | Qual. Mondiali 2017          |      |
| 02-11-2016 | Siracusa          | Italia      | 26-19     | Georgia     | Qual. Euro20                 |      |
| 06-11-2016 | Tbilisi           | Georgia     | 25-28     | Italia      | Qual. Euro20                 | 2    |
| 11-01-2017 | Lussemburgo       | Lussemburgo | 24-23     | Italia      | Qual. Euro20                 |      |
| 15-01-2017 | Siracusa          | Italia      | 26-24     | Lussemburgo | Qual. Euro20                 | 1    |
| 11-01-2018 | Bolzano           | Romania     | 34-24     | Italia      | Qual. Mondiali 2019          | 1    |
| 12-01-2018 | Bolzano           | Italia      | 29-28     | Ucraina     | Qual. Mondiali 2019          | 1    |
| 13-01-2018 | Bolzano           | Italia      | 28-19     | Fær Øer     | Qual. Mondiali 2019          | 5    |
| 23-06-2018 | Tarragona         | Croazia     | 30-26     | Italia      | Giochi del Mediterraneo 2018 | 1    |
| 25-06-2018 | Tarragona         | Italia      | 32-38     | Algeria     | Giochi del Mediterraneo 2018 | 2    |
| 24-10-2018 | Mosca             | Russia      | 34-20     | Italia      | Qual. Euro20                 | 5    |
| 27-10-2018 | Padova            | Italia      | 22-30     | Ungheria    | Qual. Euro20                 | 6    |
| 10-04-2019 | Faenza            | Italia      | 26-23     | Slovacchia  | Qual. Euro20                 | 3    |
| 14-04-2019 | Považská Bystrica | Slovacchia  | 23-26     | Italia      | Qual. Euro20                 | 5    |
| 13-06-2019 | Busto Arsizio     | Italia      | 23-30     | Russia      | Qual. Euro20                 | 6    |
| 16-06-2019 | Kecskemét         | Ungheria    | 32-29     | Italia      | Qual. Euro20                 | 2    |
| 10-01-2019 | Benevento         | Italia      | 28-28     | Kosovo      | Qual. Mondiali 2021          | 4    |
| 11-01-2019 | Benevento         | Georgia     | 28-25     | Italia      | Qual. Mondiali 2021          |      |
| 12-01-2020 | Benevento         | Italia      | 24-29     | Romania     | Qual. Mondiali 2021          | 5    |
| 08-11-2020 | Pescara           | Italia      | 24-39     | Norvegia    | Qual. Euro22                 | 2    |
| 07-01-2021 | Chieti            | Italia      | 28-17     | Lettonia    | Qual. Euro22                 | 6    |
| 10-01-2021 | Valmiera          | Lettonia    | 31-29     | Italia      | Qual. Euro22                 |      |
| 10-03-2021 | Minsk             | Bielorussia | 37-32     | Italia      | Qual. Euro22                 | 2    |
| 14-01-2022 | Tórshavn          | Lettonia    | 23-36     | Italia      | Qual. Mondiali 2023          | 4    |
| 15-01-2022 | Tórshavn          | Italia      | 26-27     | Fær Øer     | Qual. Mondiali 2023          | 6    |
| 16-01-2022 | Tórshavn          | Italia      | 29-28     | Lussemburgo | Qual. Mondiali 2023          | 3    |
| 16-03-2022 | Padova            | Italia      | 28-29     | Slovenia    | Qual. Mondiali 2023          | 3    |
| 20-03-2022 | Celje             | Slovenia    | 28-21     | Italia      | Qual. Mondiali 2023          | 7    |
| 27-06-2022 | Arzew             | Egitto      | 38-35     | Italia      | Giochi del Mediterraneo 2022 | 8    |
| 30-06-2022 | Arzew             | Italia      | 33-34     | Serbia      | Giochi del Mediterraneo 2022 | 8    |
| 01-07-2022 | Arzew             | Tunisia     | 34-29     | Italia      | Giochi del Mediterraneo 2022 | 2    |
| 04-07-2022 | Arzew             | Italia      | 34-25     | Turchia     | Giochi del Mediterraneo 2022 | 3    |
| 13-10-2023 | Katowice          | Polonia     | 30-23     | Italia      | Qual. Euro24                 | 8    |
| 16-10-2023 | Pescara           | Italia      | 29-40     | Francia     | Qual. Euro24                 | 7    |
| 09-03-2023 | Pescara           | Italia      | 36-23     | Lettonia    | Qual. Euro24                 | 4    |
| 12-03-2023 | Valmiera          | Lettonia    | 23-29     | Italia      | Qual. Euro24                 | 4    |
| 27-04-2023 | Vigevano          | Italia      | 29-31     | Polonia     | Qual. Euro24                 | 1    |
| 30-04-2023 | Rouen             | Francia     | 41-27     | Italia      | Qual. Euro24                 | 3    |
| 01-11-2023 | Sakarya           | Turchia     | 37-28     | Italia      | Qual. Mondiali 2025          | 7    |
| 05-11-2023 | Chieti            | Italia      | 37-27     | Turchia     | Qual. Mondiali 2025          | 6    |
| 13-03-2024 | Hasselt           | Belgio      | 25-29     | Italia      | Qual. Mondiali 2025          | 4    |
| 18-03-2024 | Pescara           | Italia      | 33-31     | Belgio      | Qual. Mondiali 2025          | 2    |
| 09-05-2024 | Conversano        | Italia      | 32-26     | Montenegro  | Qual. Mondiali 2025          | 5    |
| 12-05-2024 | Podgorica         | Montenegro  | 32-34     | Italia      | Qual. Mondiali 2025          | 6    |
| 14-01-2025 | Herning           | Italia      | 32-25     | Tunisia     | Mondiali 2025 - 1º turno     | 4    |
| 16-01-2025 | Herning           | Italia      | 32-23     | Algeria     | Mondiali 2025 - 1º turno     | 1    |
| 18-01-2025 | Herning           | Danimarca   | 39-20     | Italia      | Mondiali 2025 - 1º turno     | 2    |
| 21-01-2025 | Herning           | Rep. Ceca   | 18-25     | Italia      | Mondiali 2025 - Main Round   | 5    |
| 23-01-2025 | Herning           | Italia      | 27-34     | Germania    | Mondiali 2025 - Main Round   | 2    |
| 25-01-2025 | Herning           | Italia      | 25-33     | Svizzera    | Mondiali 2025 - Main Round   | 4    |
| 13-03-2025 | Jelgava           | Lettonia    | 30-35     | Italia      | Qual. Euro26                 | 4    |
| 16-03-2025 | Oristano          | Italia      | 41-30     | Lettonia    | Qual. Euro26                 | 5    |
| 08-05-2025 | Fasano            | Italia      | 29-33     | Spagna      | Qual. Euro26                 | 11   |
| 11-05-2025 | Kraljevo          | Serbia      | 28-24     | Italia      | Qual. Euro26                 | 3    |
| Totale     |                   | Presenze    | 63        |             | Reti                         | 204  |